# Кубицкий, Юрий Алексеевич
Юрий Алексеевич Кубицкий (род. 23 июля 1950) — советский и российский звукорежиссёр. Член Союза Кинематографистов РФ. Лауреат международных и российских кинофестивалей. Доцент кафедры звукорежиссуры Санкт-Петербургского государственного института кино и телевидения.

## Образование
Ленинградский государственный институт киноинженеров

## Деятельность
- 1975—1978 — инженер звукоцеха кинопроизводства Ленинградского радио — телецентра, руководитель отделов первичной записи, электро- и оптического копирования фонограмм;
- 1978—2002 — звукорежиссёр творческого объединения «Лентелефильм» Ленинградского комитета по телевидению и радиовещанию;
- 2002—2005 — доцент кафедры звукорежиссуры СПбГУП;
- С 2005 г. работает в Санкт-Петербургском государственном институте кино и телевидения.
- Автор звукового ряда к более 50 документальным и игровым картинам, часть из которых отмечена наградами Международных и Всероссийских кинофестивалей.
- Звукорежиссёр высшей категории.

## Избранная фильмография
- «Море наше Ладожское» (1978)
- «Наш Пушкин» (1979)
- «Поморье» (1979)
- «Узоры Белого моря» (1979)
- «Полководец» (1980)
- «Я помню чудное мгновенье» (1980)
- «Высоцкий: песни-монологи» (1980)
- «Море наше, наша земля» (1980)
- «Ты и я» (1980)
- «Старшее поколение» (1981)
- «Город встречает друзей» (1981)
- «Пушкин в Петербурге» (1981)
- «Летний сад» (1982)
- «Ювелирное дело» (1983)
- «Прикосновение» (1983)
- «Я возвращаю Ваш портрет» (1983)
- «Мои современники» (1984)
- «Булат Окуджава поет свои песни» (1984)
- «Ритмы эстрады» (1984)
- «Набережная науки» (1984)
- «Мы клоуны» (1985)
- «Русь моя» (1986)
- «Что ты умеешь, то ты и есть» (1986)
- «Александровский парк» (1986)
- «Лицедеи» (1984—1986)
- «Переступить черту» (1985)
- «Среда обитания» (1987)
- «Вскую прискорбно» (1987)
- «Дмитрий Лихачев. Я вспоминаю…» (1988)
- «Про то и про се…» (1988)
- «Созвучие» (1989)
- «Русский дом» (1990—1993)
- «История болезни» (1990)
- «Заметки в стиле рок» (1990)
- «Система Станиславского» (1993)
- «Одеон» (1993)
- «Постой, паровоз» (1994)
- «Жил-был великий писатель» (1994)
- «Коммуналка» (1994)
- «Евгений Онегин» (1996—1997)
- «Новый год в конце века» (1998—1999)
- «Неизвестные Дягилевы» (2000)
- «Марлен. Прощание с 60-ми» (2003)
- «Французскій Домъ» (2006)
- «Арбатский романс» (2006)

## Награды
- Приз Всероссийского кинофестиваля документальных фильмов (2004)
- Приз Московского Международного кинофестиваля документальных фильмов (2006)
- Специальный приз международного кинофестивалья «Сталкер-2006» за фильм «Французскій Домъ»[3]